# Син (фільм, 1989)
«Син» — радянський художній фільм 1989 року, знятий режисером Халмамедом Какабаєвим на кіностудії «Туркменфільм».

## Сюжет
Військові роки. На плечі юного Батира лягають турботи про матір та новонароджену сестричку. Батько хлопчика, відомий у селі майстер гри на дутарі, загинув на фронті. Батир вирішує опанувати складне мистецтво дутариста. Але йде війна і в тилу не до музичних шкіл. Проте наполегливий хлопчик підкорює складний інструмент — і мати з радістю зауважує, що у її будинку з'явився самостійний чоловік.

## У ролях
- Саліх Байрамов — головна роль
- Тамара Шакірова — головна роль
- Бекмурат Кутлимурадов — головна роль
- Анжеліка Маштакова — роль другого плану
- Н. Гуллаєв — роль другого плану
- Сусанна Кярунц — дойдук
- М. Акмамедова — роль другого плану
- Мерген Ніязов — роль другого плану
- Айсалтан Бердиєва — роль другого плану
- А. Богданов — роль другого плану
- Ораз Черкезов — роль другого плану
- Райхан Айткожанова — Гуляїм

## Знімальна група
- Режисер — Халмамед Какабаєв
- Сценаристи — Сергій Бодров, Халмамед Какабаєв
- Оператори — Олександр Юлдашев, Сергій Щугарєв
- Композитор — Аман-Дурди Агаджиков
- Художник — Селім Амангельдиєв